# Osman Sow
Serigne Osman Petter Sow (Stockholm, 22 april 1990) is een Zweeds voetballer (aanvaller) die tussen 2014 en 2016 voor de Schotse club Heart of Midlothian FC uitkwam.
Sow debuteerde op 26 juli 2014 voor Hearts FC in de thuiswedstrijd tegen Annan Athletic FC, voor de Scottish League Challenge Cup. De wedstrijd werd met 3-1 gewonnen.